# Матч за звание чемпиона Европы по международным шашкам 1904

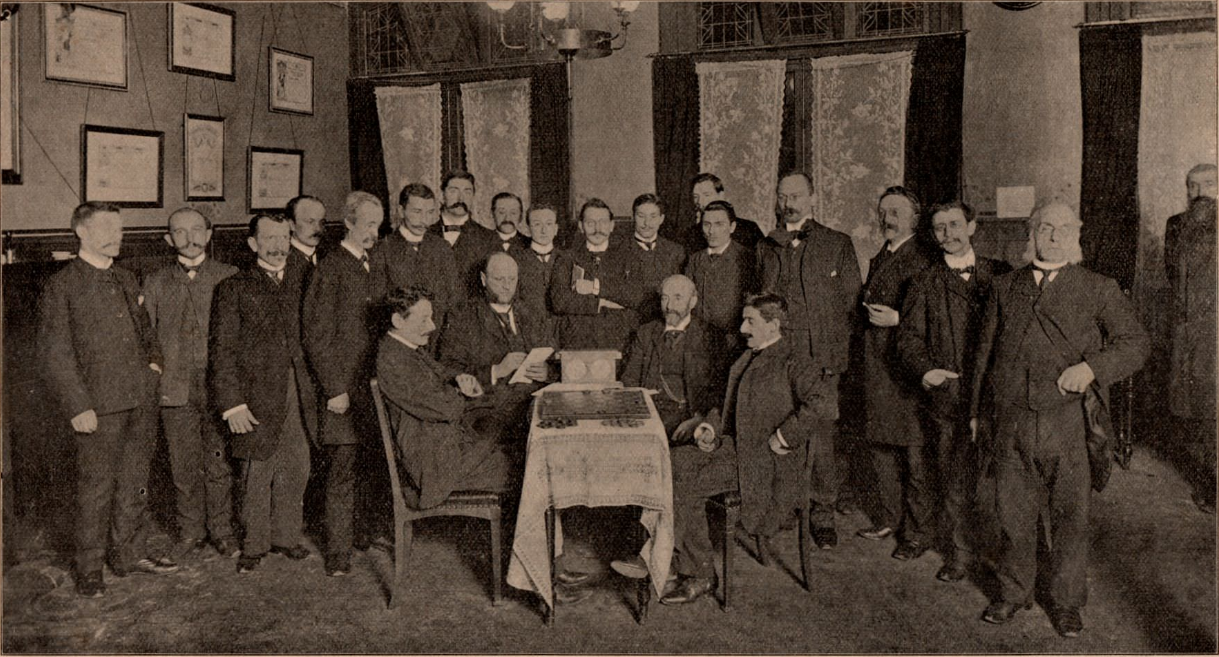
Матч И. Вейс (справа) — Я. де Гааз (слева), 1904 год

Матч за звание чемпиона Европы по стоклеточным шашкам между сильнейшим французским мастером Исидором Вейсом и чемпионом Нидерландов Якобом де Гаазом состоялся в Амстердаме с 26 по 30 ноября 1904 года.
Это был первый в истории матч между сильнейшими шашистами Франции и Нидерландов. Вейс после победы в турнире 1899 в Амьене именовался во французской прессе чемпионом мира, и так же его именовали перед матчем в прессе голландской. Сообщалось, что призовой фонд матча составляет 300 гульденов. В прессе не было упоминаний о том, что в матче разыгрываются какие-либо титулы, а в буклете, посвящённом матчу и изданном в 1905 году в Лилле, утверждалось, что в матче разыгрывалось звание чемпиона Европы. Тем не менее, матч 1904 года традиционно включают в перечень соревнований на первенство мира. Матч игрался на большинство из десяти партий. В день играли по две партии. После шестой партии лидировал Вейс, но де Гааз выиграл заключительную десятую партию и сравнял счёт. Таким образом, матч закончился вничью. По всеобщему мнению Вейс впервые в своей практике столкнулся с таким грозным соперником. Неопределённый результат матча стал причиной организации нового соревнования между теми же игроками в 1907 году. По ходу матча Вейс несколько раз применил комбинацию, которая стала типовой и получила название «удар Вейса».

## Итоговая таблица
| Имя          | 1 | 2 | 3 | 4 | 5 | 6 | 7 | 8 | 9 | 10 | очки |
| ------------ | - | - | - | - | - | - | - | - | - | -- | ---- |
| Исидор Вейс  | 2 | 0 | 2 | 1 | 0 | 2 | 1 | 1 | 1 | 0  | 10   |
| Якоб де Гааз | 0 | 2 | 0 | 1 | 2 | 0 | 1 | 1 | 1 | 2  | 10   |